# Desur
Desur è una suddivisione dell'India, classificata come town panchayat, di 5.156 abitanti, situata nel distretto di Tiruvannamalai, nello stato federato del Tamil Nadu. In base al numero di abitanti la città rientra nella classe V (da 5.000 a 9.999 persone).

## Geografia fisica
La città è situata a 12° 25' 60 N e 79° 28' 60 E e ha un'altitudine di 113 m s.l.m..

## Società

### Evoluzione demografica
Al censimento del 2001 la popolazione di Desur assommava a 5.156 persone, delle quali 2.574 maschi e 2.582 femmine. I bambini di età inferiore o uguale ai sei anni assommavano a 495, dei quali 261 maschi e 234 femmine. Infine, coloro che erano in grado di saper almeno leggere e scrivere erano 3.592, dei quali 2.032 maschi e 1.560 femmine.